# Montuemszaf
Montuemszaf (uralkodói nevén Dzsedanhré) az ókori egyiptomi XVI. dinasztia egyik uralkodója volt, a második átmeneti korban, i. e. 1590 körül. Dinasztiájának hatalma csak a felső-egyiptomi Théba környékére terjedt ki; egyidőben uralkodott az Alsó-Egyiptomot és Közép-Egyiptomot uraló XV. dinasztiával.

## Említései
Nevét említi egy Gebeleinben talált kőtömb felirata, egy ismeretlen lelőhelyű bronz balta, mely ma a British Museumban található (felirata: A jó isten, Dzsedanhré, élet adassék neki), valamint két szkarabeusz, szintén ismeretlen lelőhelyről; az egyik a British Museumban (BM EA 40687), a másik a Petrie Múzeumban (UC 11225). Nevét nem említik a torinói királylista fennmaradt töredékei; uralkodása és a XVI. dinasztia végén élt négy másik királyé helyén a szöveg hiányos. Emiatt sem pontos helye a kronológiában, sem uralkodásának hossza nem ismert.

## Helye a kronológiában
A második átmeneti kori uralkodók újabb, Kim Ryholt által összeállított kronológiája szerint Dzsedanhré Montuemszaf II. Dedumoszét követte a trónon, őt pedig Meranhré VI. Montuhotep követte. Így Montuemszaf a XVI. dinasztia végén uralkodott, i. e. 1590 körül. Ezt alátámasztja uralkodói nevének „Dzsed-X-Ré” formája, mely hasonlít I. Dedumosze és II. Dedumosze nevéére (Dzsedhotepré illetve Dzsednoferré); a leletek, melyek Thébában és délen említik Montuemszafot, valamint a nevével ellátott fejsze stílusa, mely a második átmeneti kor végére datálható.
Jürgen von Beckerath 1964-es tanulmánya a XIII. dinasztia uralkodói közé sorolha Dzsedanhré Montuemszafot, VI. Montuhotep és I. Dedumosze közé.

## Fordítás
- Ez a szócikk részben vagy egészben  a   Djedankhre Montemsaf című angol Wikipédia-szócikk ezen változatának fordításán alapul.  Az eredeti cikk szerkesztőit annak laptörténete sorolja fel. Ez a jelzés csupán a megfogalmazás eredetét és a szerzői jogokat jelzi, nem szolgál a cikkben szereplő információk forrásmegjelöléseként.